# Teun Koolhaas
Teun Koolhaas (Singapore, 7 januari 1940 – Amsterdam, 3 oktober 2007) was een Nederlands architect en stedenbouwkundige.

## Levensloop

### Jeugd en opleiding
Koolhaas werd geboren in Singapore, waar zijn vader Rem Koolhaas werkzaam was als scheepsbouwingenieur. Nadat Zuidoost-Azië door Japan was bezet, werden Teun en zijn moeder opgesloten in het interneringskamp Tjideng in Batavia. Na het einde van de Japanse bezetting van Nederlands-Indië werden zij weer met vader Rem herenigd en verhuisde het gezin naar Hongkong. In 1955 keerde Koolhaas naar Nederland terug om zijn middelbareschoolopleiding te voltooien. Vervolgens ging hij bouwkunde studeren aan de Technische Hogeschool van Delft, voorloper van de TU Delft. Hij volgde colleges van onder anderen Gerrit Rietveld en Cornelis van Eesteren. Na zijn afstuderen in 1967 zette Koolhaas zijn studie voort aan de Harvard University en het MIT in de Verenigde Staten. Aan Harvard behaalde hij een graad in de stedenbouwkunde.

### Werk
In 1969 keerde Koolhaas terug naar Nederland, waar hij ging werken voor het architectenbureau Environmental Design NV. Hij ontwierp onder meer het gebouw van het Tandheelkundig Instituut van de Universiteit Utrecht op het complex De Uithof. Vroeger heette dit gebouw Transitorium 4, maar werd het in de wandelgangen de 'Ponskaart' genoemd. Later werden de departementen Biologie en Farmaceutische Wetenschappen er gevestigd en werd de officiële naam F.A.F.C. Wentgebouw (naar de botanicus Frits Went). In 2012 werd bekend dat het Wentgebouw gesloopt zou worden om op dezelfde locatie de nieuwbouw van het RIVM te bouwen. In het voorjaar van 2015 was de sloop voltooid.
In 1972 trad Koolhaas in dienst van de Rijksdienst voor de IJsselmeerpolders (RIJP), die tot taak had de IJsselmeerpolders in te richten. Begin jaren zeventig moest de RIJP een structuurplan maken voor de nieuwe stad Almere in Zuidelijk Flevoland. De directeur van de RIJP, dr. ir. W.M. Otto, besloot een team van architecten, stedenbouwkundigen, sociologen, verkeersplanologen en landschapsarchitecten samen te stellen, het Projektburo Almere. Koolhaas speelde in dit Projektburo een belangrijke rol. Hij had de supervisie over het stedenbouwkundig ontwerp van Almere. Verder bedacht hij het Weerwater, het grote stadsmeer van Almere.
Na de opheffing van het Projektburo Almere in 1981 stapte Koolhaas over naar de reguliere organisatie van de RIJP. Hij was onder meer betrokken bij het ontwerp van Zeewolde. Verder maakte hij ontwerpen voor de Markerwaard, die er overigens nooit is gekomen.
Midden jaren tachtig begon Koolhaas voor zichzelf en richtte hij Ontwerpbureau Ir. Teun Koolhaas Associates (TKA) op. TKA maakte onder meer het masterplan Kop van Zuid in Rotterdam.
In 2003 vertrok Koolhaas, die op dat moment al leed aan kanker, bij TKA. Ondanks zijn ziekte bleef hij bijna tot aan zijn dood in oktober 2007 doorwerken; zo maakte hij in opdracht van de gemeenten Almere en Amsterdam ontwerpen voor het nieuwe stadsdeel Almere Pampus.

## Prijzen en onderscheidingen
- 1967-1969: Harkness Fellowship of the Commonwealth Fund, New York
- 1970: Grand Prix International d’Urbanisme et d’Architecture’, Cannes, France
- 1984: Tweede prijs (uit 198 deelnemers) in de stedenbouwkundige ontwerp-prijsvraag Oosterdok, onderdeel van de IJ-oevers van Amsterdam
- 1985: Gepremieerd ontwerp voor een experimenteel woonhuis in de ontwerpprijsvraag De Fantasie’, bekend als ‘Polderblik’ te Almere
- 1991: Eerste prijs ontwerp-prijsvraag Gross Glienicke bij Berlijn, stedenbouwkundig plan en bouw van 105 woningen
- 1994: Eerste prijs ontwerp-prijsvraag Centrale Zone Amsterdam Noord
- 1999: De Eilandenbuurt in Almere Buiten door VROM uitgeroepen tot beste Vinex-locatie
- 2000: Eerste prijs ontwerp-prijsvraag Westerdok Amsterdam (school en woongebouw)

## Varia
De vader van Teun Koolhaas is de oudere broer van de auteur en scenarioschrijver Anton Koolhaas, die weer de vader is van architect Rem Koolhaas. Teun Koolhaas zelf is de vader van actrice Betje Koolhaas. 